# Fedcupový tým Japonska
Tým Japonska v Billie Jean King Cupu reprezentuje Japonsko v tenisové soutěži ženských týmů od roku 1964 pod vedením národního svazu Japonské tenisové asociace.
Nejlepším výsledkem Japonska je semifinále Světové skupiny 1996, v němž podlehlo Spojeným státům americkým.

## Statistiky
Hráčským týmovým statistikám vévodí šampionka wimbledonské čtyřhry Kazuko Sawamacuová, která vyhrála 27 utkání včetně 25 dvouher a odehrála nejvyšší počet 30 mezistátních zápasů. V prosinci 1988 nastoupila do turnaje útěchy proti Jižní Koreji, čímž se v 15 letech stala nejmladší japonskou hráčkou v soutěži. Naopak jako nejstarší utkání odehrála 42letá Kimiko Dateová ve čtvrtfinále Světové skupiny 2013 proti Rusku. Nejvyšší počet 24 čtyřher vyhrála Šúko Aojamová. V rekordních dvanácti ročnících se představila Ai Sugijamová.

## Historie

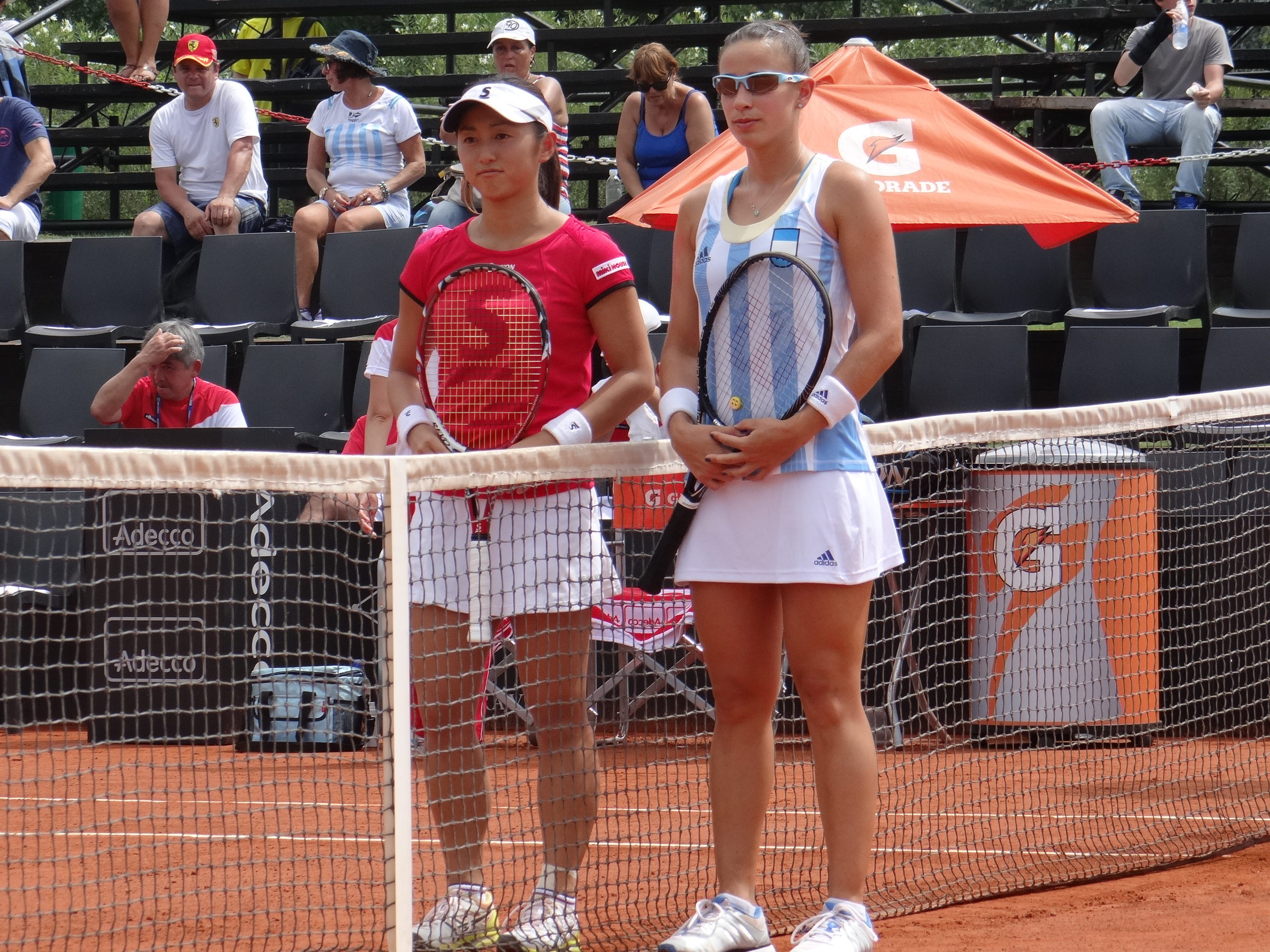
Japonka Misaki Doiová a Argentinka Paula Ormaecheaová ve 2. světové skupině 2014

V 1. kole Světové skupiny 1997 vytvořily Japonky s Francouzkami historický rekord Billie Jean King Cupu, když odehrály nejvyšší počet 162 gamů v mezistátním zápase. Další rekordní zápis soutěže, stále v rámci japonsko-francouzském duelu, přišel ve čtvrtém utkání. Francouzka Nathalie Tauziatová v něm porazila Naoko Sawamacuovou poměrem 7–5, 4–6, 17–15, znamenající nejvyšší počet 54 gamů odehraných v jediném utkání.
V roce 2011 vyhrálo 1. skupinu zóny Asie a Oceánie, po skupinové baráži prošlo do baráže o 2. světovou skupinu, v níž zdolalo porazilo Argentinu poměrem 4–0 a zajistilo si v ní účast. V roce 2012 Japonky vyhrály tokijský zápas 2. světové skupiny proti Slovinsku 5:0. V japonské metropoli pak zvítězily i v baráži o Světovou skupinu nad Belgií 4:1 a postoupily do nejvyšší úrovně soutěže. Bodový zisk se promítl posunem z dvanáctého na šesté místo v žebříčku týmů. V moskevském čtvrtfinále Světové skupiny 2013 Japonsko podlehlo Rusku 2:3 na zápasy.

## Chronologie výsledků

### 2020–2029
| Rok  | soutěž                          | datum              | místo                | povrch    | soupeř         | skóre | výsledek |
| ---- | ------------------------------- | ------------------ | -------------------- | --------- | -------------- | ----- | -------- |
| 2021 | Kvalifikační kolo               | 7.–8. února 2020   | Cartagena, Španělsko | antuka    | Španělsko      | 1–3   | prohra   |
| 2021 | Světová baráž                   | 16.–17. dubna 2021 | Čornomorsk, Ukrajina | antuka    | Ukrajina       | 0–4   | prohra   |
| 2022 | Zóna Asie a Oceánie, 1. skupina | 12. dubna          | Antalya, Turecko     | antuka    | Indie          | 3–0   | výhra    |
| 2022 | Zóna Asie a Oceánie, 1. skupina | 13. dubna          | Antalya, Turecko     | antuka    | Indonésie      | 3–0   | výhra    |
| 2022 | Zóna Asie a Oceánie, 1. skupina | 14. dubna          | Antalya, Turecko     | antuka    | Nový Zéland    | 3–0   | výhra    |
| 2022 | Zóna Asie a Oceánie, 1. skupina | 15. dubna          | Antalya, Turecko     | antuka    | Jižní Korea    | 2–1   | výhra    |
| 2022 | Zóna Asie a Oceánie, 1. skupina | 16. dubna          | Antalya, Turecko     | antuka    | Čína           | 2–1   | výhra    |
| 2022 | Světová baráž                   | 11.–12. listopadu  | Tokio, Japonsko      | tvrdý (h) | Ukrajina       | 0–4   | prohra   |
| 2023 | Zóna Asie a Oceánie, 1. skupina | 11. dubna          | Taškent, Uzbekistán  | tvrdý     | Jižní Korea    | 3–0   | výhra    |
| 2023 | Zóna Asie a Oceánie, 1. skupina | 12. dubna          | Taškent, Uzbekistán  | tvrdý     | Thajsko        | 2–1   | výhra    |
| 2023 | Zóna Asie a Oceánie, 1. skupina | 13. dubna          | Taškent, Uzbekistán  | tvrdý     | Uzbekistán     | 3–0   | výhra    |
| 2023 | Zóna Asie a Oceánie, 1. skupina | 14. dubna          | Taškent, Uzbekistán  | tvrdý     | Indie          | 3–0   | výhra    |
| 2023 | Zóna Asie a Oceánie, 1. skupina | 12. dubna          | Taškent, Uzbekistán  | tvrdý     | Čína           | 2–0   | výhra    |
| 2023 | Světová baráž                   | 10.–11. listopadu  | Tokio, Japonsko      | tvrdý (h) | Kolumbie       | 3–2   | výhra    |
| 2024 | Kvalifikační kolo               | 12.–13. dubna      | Tokio, Japonsko      | tvrdý (h) | Kazachstán     | 3–1   | výhra    |
| 2024 | Finálový turnaj, osmifinále     | 14. listopadu      | Malaga, Španělsko    | tvrdý (h) | Rumunsko       | 2–1   | výhra    |
| 2024 | Finálový turnaj, čtvrtfinále    | 16. listopadu      | Malaga, Španělsko    | tvrdý (h) | Itálie         | 1–2   | prohra   |
| 2025 | Kvalifikační kolo               | 12. dubna          | Tokio, Japonsko      | tvrdý (h) | Rumunsko       | 3–0   | výhra    |
| 2025 | Kvalifikační kolo               | 13. dubna          | Tokio, Japonsko      | tvrdý (h) | Kanada         | 2–1   | výhra    |
| 2025 | Finálový turnaj, čtvrtfinále    | 18. září 2025      | Šen-čen, Čína        | tvrdý (h) | Velká Británie |       |          |

## Složení týmu
| Rok  | Členky týmu       | Členky týmu     | Členky týmu        | Členky týmu     |
| ---- | ----------------- | --------------- | ------------------ | --------------- |
| 2023 | Mojuka Učidžimová | Mai Hontamová   | Himeno Sakacumeová | Eri Hozumiová   |
| 2023 | Šúko Aojamová     | Ena Šibaharaová | Nao Hibinová       |                 |
| 2024 | Nao Hibinová      | Mai Hontamová   | Naomi Ósakaová     | Ena Šibaharaová |
| 2024 | Šúko Aojamová     | —               | —                  | —               |